# Copra

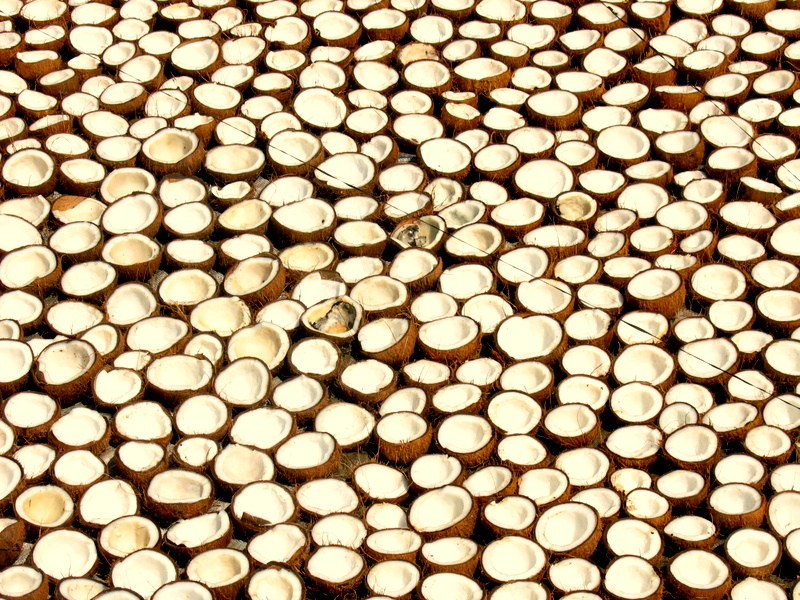
Noci di cocco essiccate al sole a Kozhikode, in India, per la produzione di copra

La copra è  l'endosperma, chiamato polpa, essiccato del seme del cocco. La parte edibile della noce di cocco, non è il frutto, fibroso, ma l'interno del seme ricco di lipidi e carboidrati. La pratica di essiccare la polpa ottenendo la copra fu introdotta per ridurre il tenore di umidità migliorando la conservazione e rendendo più efficiente l'estrazione di grassi e oli.

## Storia

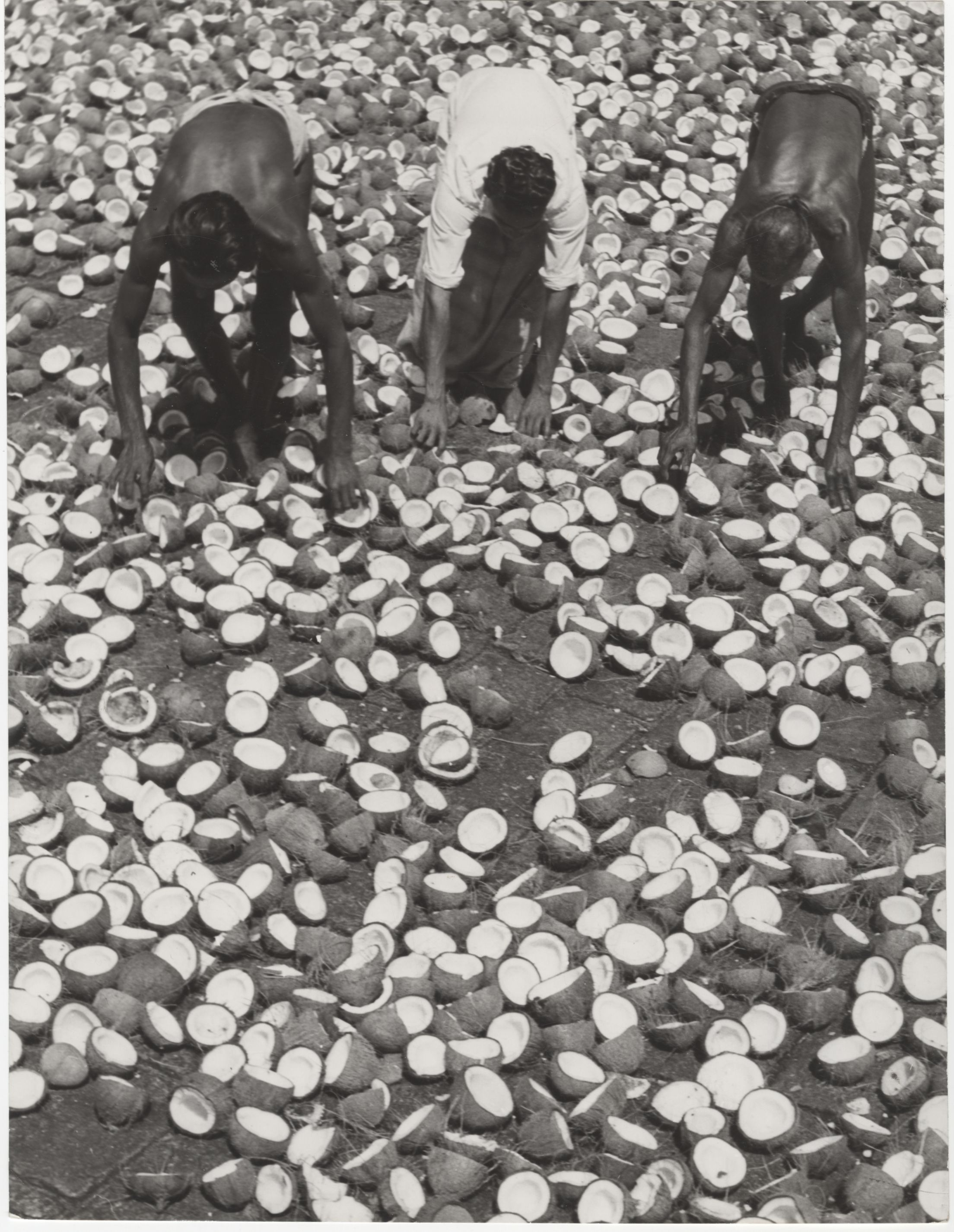
Produzione di copra nel 1958 in Sri Lanka

Il nome copra deriva da koppara, termine della lingua del Kerala che significa "cocco secco". Come prodotto commerciale venne sviluppato attorno al 1860 dai mercanti sud asiatici, ed ora la sua produzione è alla base dell'economia delle Isole Marchesi, delle Kiribati e del Surigao del Nord.
Prima dell'essiccamento la polpa del cocco contiene circa il 33% di grasso e il 15% di carboidrati, mentre al termine, invece, la percentuale di grasso sale a circa il 65%. L'olio di copra contiene trigliceridi e una piccola percentuale di glucidi. Gli acidi grassi principalmente presenti sono laurico, miristico, caproico, oleico, palmitico, stearico. La particolarità della sua composizione sta nell'alta presenza di acidi grassi saturi e un contenuto di acidi grassi insaturi piuttosto basso per un prodotto di origine vegetale.
L'olio (o burro) di cocco, estratto dalla copra tramite bollitura e pressatura, viene usato in alcuni prodotti farmaceutici (supposte), come condimento in cucina, nella produzione delle margarine, per i detergenti e nei prodotti cosmetici (shampoo, crema da barba, dentifricio). Dalla copra si ricava anche il latte di cocco.